# Malayotyphlops ruficauda
Malayotyphlops ruficauda är en ormart som beskrevs av Gray 1845. Malayotyphlops ruficauda ingår i släktet Malayotyphlops och familjen maskormar. Inga underarter finns listade i Catalogue of Life.
Denna orm förekommer i norra Filippinerna på Luzon och på några mindre öar i regionen. Antagligen lever arten i skogar. Det är okänt om Malayotyphlops ruficauda kan leva i förändrade landskap. Honor lägger ägg.
Det är inget känt om populationens storlek och möjliga hot. IUCN kategoriserar arten globalt som otillräckligt studerad.